# Yajalón (kommun)
Yajalón är en kommun i delstaten Chiapas i södra Mexiko. Folkmängden i kommunen uppgår till cirka 36 000 invånare, varav lite mindre än hälften bor i centralorten.

## Orter
De folkrikaste orterna i kommunen 2010 var:
1. Yajalón, 16 622 invånare
2. Amado Nervo, 1 362 invånare
3. Lázaro Cárdenas, 1 151 invånare
4. Emiliano Zapata, 555 invånare
5. El Recreo, 527 invånare